# هوزه کورا
هوزه کورا (اسپانیایی: José Cura‎؛ زادهٔ ۵ دسامبر ۱۹۶۲) یک عکاس، خواننده تنور اپرا، رهبر ارکستر و کارگردان صحنه اهل آرژانتین است. وی از سال ۱۹۹۲ میلادی تاکنون مشغول فعالیت بوده است و در حالِ حاضر، تبعهٔ کشور اسپانیاست.
شهرت او بواسطهٔ بیان و تعبیر اصیل و مبتکرانه از شخصیت‌های اپرایی است؛ به‌ویژه «اتللو» در اپرای «اتللو» اثرِ جوزپه وردی، «سامسون» در اپرای «سامسون و دلیله» اثرِ کامی سن-سانس، «کانیو» در اپرای «دلقک‌ها» اثرِ روجرو لئونکاوالو و «استیفِلّیو» در اپرای «استیفِلّیو» اثرِ جوزپه وردی.
او نواختن گیتار را در سن ۱۲ سالگی و تحت نظرِ «خوان دی لورِنسو» آموخت. در سن ۱۵ سالگی، هدایت یک گروه کُر را به عهده داشت و از سن ۱۶ سالگی، آهنگ‌سازی را تحت نظر «کارلوس کاسترو» و نواختن پیانو را زیر نطرِ «سولما کابره‌را» فرا گرفت.
در سال ۱۹۸۲ میلادی به مدرسهٔ موسیقیِ «اونیورسیداد ناسیونال دِ روساریو» رفت و ظرف یک سال، دستیارِ رهبر ارکستر آنجا شد.
در سن ۲۱ سالگی، برندهٔ یک بورسیه آموزشی جهت تحصیل در «تئاترو کولون» در بوئنوس آیرس شد و ۶ ماه را در آنجا گذراند.
او در سال ۱۹۹۱ به ایتالیا رفت تا به‌طور جدی، به فراگیری «خوانندگی اپرا» بپردازد و فنون پرورش صدا و آواز را، از «ویتوریو ترانووا» آموخت و از سال ۱۹۹۲ به‌طور رسمی، خوانندگیِ اپرا را آغاز نمود و نخستین نقشش، شخصیت «پدر» در اپرایی ویژهٔ کودکان با عنوانِ «پُلیسینو» اثرِ «هانس ورنر هنتسه» بود.
او تاکنون، برندهٔ جوایز گوناگونی شده است که از آن میان، می‌توان به مقامِ نخست و جایزهٔ اصلیِ «رقابت‌های بین‌المللی اپرای پلاسیدو دومینگو» اشاره کرد.